# Siphonognathus
Siphonognathus — рід губанеподібних риб родини австралійські губані (Odacidae). Включає шість видів, що мешкають у водах вздовж південноавстралійського узбережжя. Ці риби характеризуються надзвичайно подовженим тілом і живуть переважно серед морських трав.

## Види
- Siphonognathus argyrophanes J. Richardson, 1858
- Siphonognathus attenuatus (J. D. Ogilby, 1897)
- Siphonognathus beddomei (R. M. Johnston, 1885)
- Siphonognathus caninis (J. K. Scott, 1976)
- Siphonognathus radiatus (Quoy & Gaimard, 1834)
- Siphonognathus tanyourus M. F. Gomon & Paxton, 1986